# Tomašovský výhled
Tomašovský výhled (slovensky Tomášovský výhľad) je vysoký skalní výstupek terasovitého tvaru na severním okraji Národního parku Slovenský ráj. Lokalita se nachází na území okresu Spišská Nová Ves v Košickém kraji. Z Tomašovského výhledu je krásný pohled na údolí Bílého potoka, na část Prielomu Hornádu a při dobré viditelnosti i na Vysoké Tatry.

## Přístup
K výhledu lze dojít po značených turistických cestách a naučné stezce „Prielom Hornádu“ buď z obce Spišské Tomášovce nebo z Čingova. Tomašovský výhled je hojně navštěvován a při vstupu na něj se platí poplatek za vstup do Slovenského ráje.

## Horolezectví
Vápencový skalní masiv pod výhledem je využíván horolezci. Lezecká historie této vyhledávané lokality sahá až do období před první světovou válkou. Na skalním masívu Tomášovského výhledu je vyznačeno na 100 lezeckých cest, jejichž délka dosahuje až 40 metrů.

## Odkazy

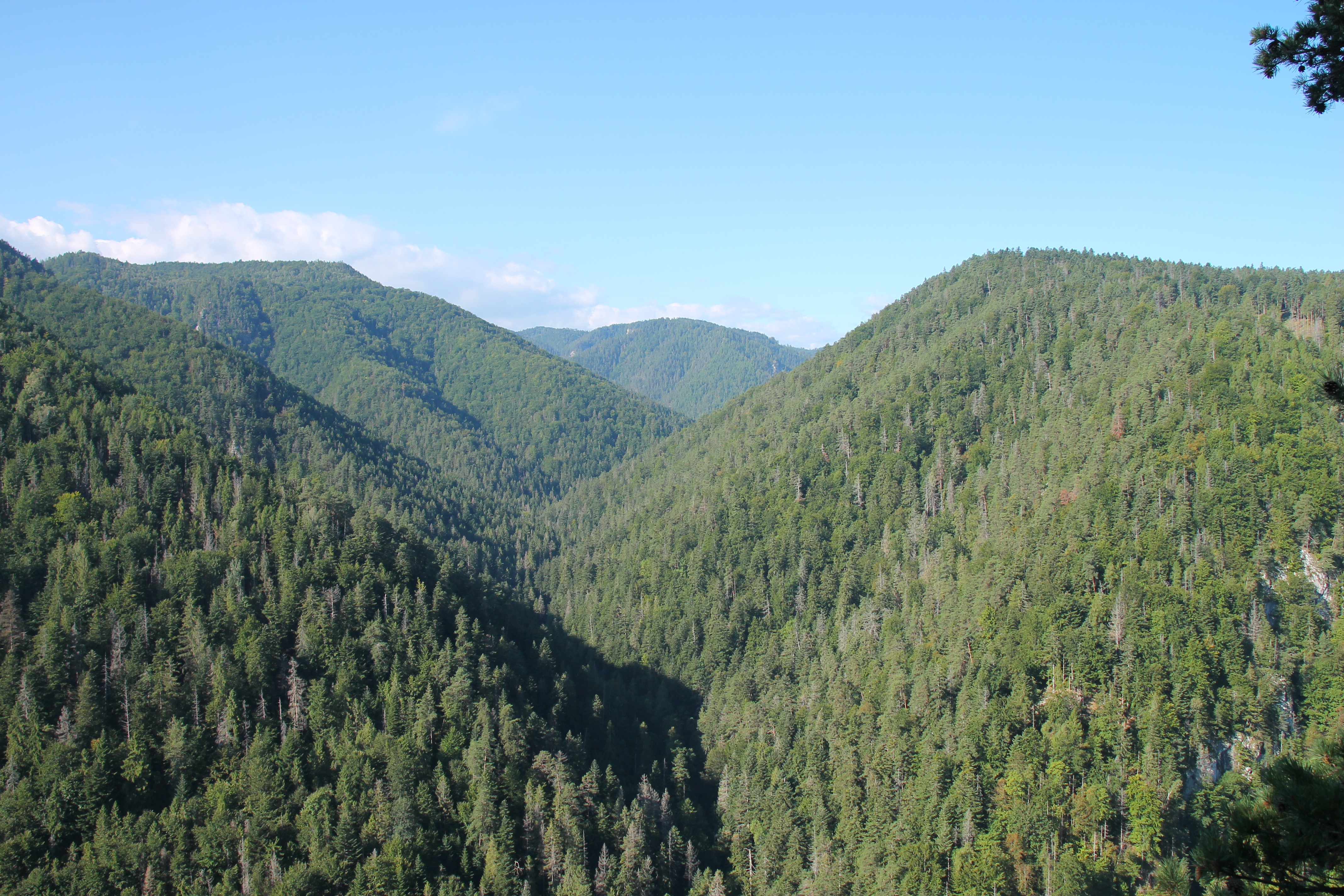
Pohled z Tomašovského výhledu na údolí Tomašovskej Belé a údolí Bieleho potoka